# ناوچه سبک کاتسوراگی
ناوچه سبک کاتسوراگی (به انگلیسی: Japanese corvette Katsuragi) یک کشتی بود که طول آن ۶۲٫۷۸ متر (۲۰۶ فوت ۰ اینچ) بود. این کشتی در سال ۱۸۸۵ ساخته شد.